# Mitridates I de Pàrtia
Mitridates I el gran o el diví fou rei del l'imperi Part del 173 aC al 136 aC. En el seu temps es va produir la gran expansió dels parts.
A la mort del rei Fraates I el 173 aC el seu germà Mitridates I el va succeir. Entre el 163 i el 155 aC va envair els dominis d'Eucràtides I de Bactriana, molt debilitat com a resultat de les seves guerres contra els veïns de Sogdiana, Drangiana i el Regne Indogrec, i es va apoderar de la part occidental de Bactriàna, amb Alexandria d'Aria.
Mitridates va envair Mèdia menys la conca de l'Indus i el Kabulistan i va ocupar Ecbàtana el 148 o el 147 aC després que la regió es tornés inestable després que Demetri I Soter reprimís la rebel·lió de Timarc el 160 aC, i Mitrídates va nomenar el seu germà Bagasis com a governador. Aquesta victòria va ser seguida per la conquesta d'Atropatene. L'any 141 aC la frontera ja era al Tigris i Eufrates i Mitridates va capturar Babilònia, va fer encunyar monedes a Selèucia del Tigris i va celebrar una cerimònia oficial d'investidura. Va introduir una desfilada del festival d'Any Nou a Babel, per la qual una estàtua de l'antic déu mesopotàmic Marduk va ser duta en processó des d'Esagila agafant les mans de la deessa Ishtar. Amb Mesopotàmia en mans dels Parts s'hi va traslladar el centre administratiu de l'imperi en comptes de l'est de l'Iran. Mitridates es va retirar a Hircània, mentre les seves forces van sotmetre Elimaida i Caracene i ocupaven Susiana. En aquest moment, l'autoritat part s'estenia a l'est fins a l'Indus.
Mitridates I va establir residències reials a Selèucia del Tigris, Ecbàtana, Ctesifont i Mithradatkert, on es van construir les tombes dels reis arsàcides. Ecbàtana, que havia servit com a capital dels medes i com a capital d'estiu de l'Imperi aquemènida es va convertir en la principal residència estival de la reialesa arsàcida. Els selèucides no van poder contraatacar immediatament ja que Diòdot Trifó es va revoltar a Antioquia l'any 142 aC. Cap al 140 aC Mitridates es va veure obligat a marxar cap a l'est per contenir una invasió dels saces i Demetri II Nicàtor va recuperar Babel i mantenir el territori de la Caracene, però l'any següent els parts van recuperar Babel i van arribar a Dura Europos. Demetri II fou apressat en les lluites i fou tractat amb gran correcció i es va casar amb la princesa Rodoguna de Pàrtia. Vers aquest any van fundar Ctesifont. En aquest moment, vers 139 aC, Judea el territori dels jueus i Osroene es van independitzar dels selèucides.
Al voltant del mateix període, Mitridates I va conquerir la regió del sud-oest iranià de Pèrsis i va instal·lar Wadfradad II com a frataraka, a qui va concedir més autonomia, molt probablement en un esforç per mantenir relacions saludables amb Persis, ja que l'Imperi Part estava en conflicte constant amb els saces, selèucides i els mesenis de Caracene.
Vers el 136 aC va morir i el va succeir el seu fill Fraates II.